# 德式鋼盔

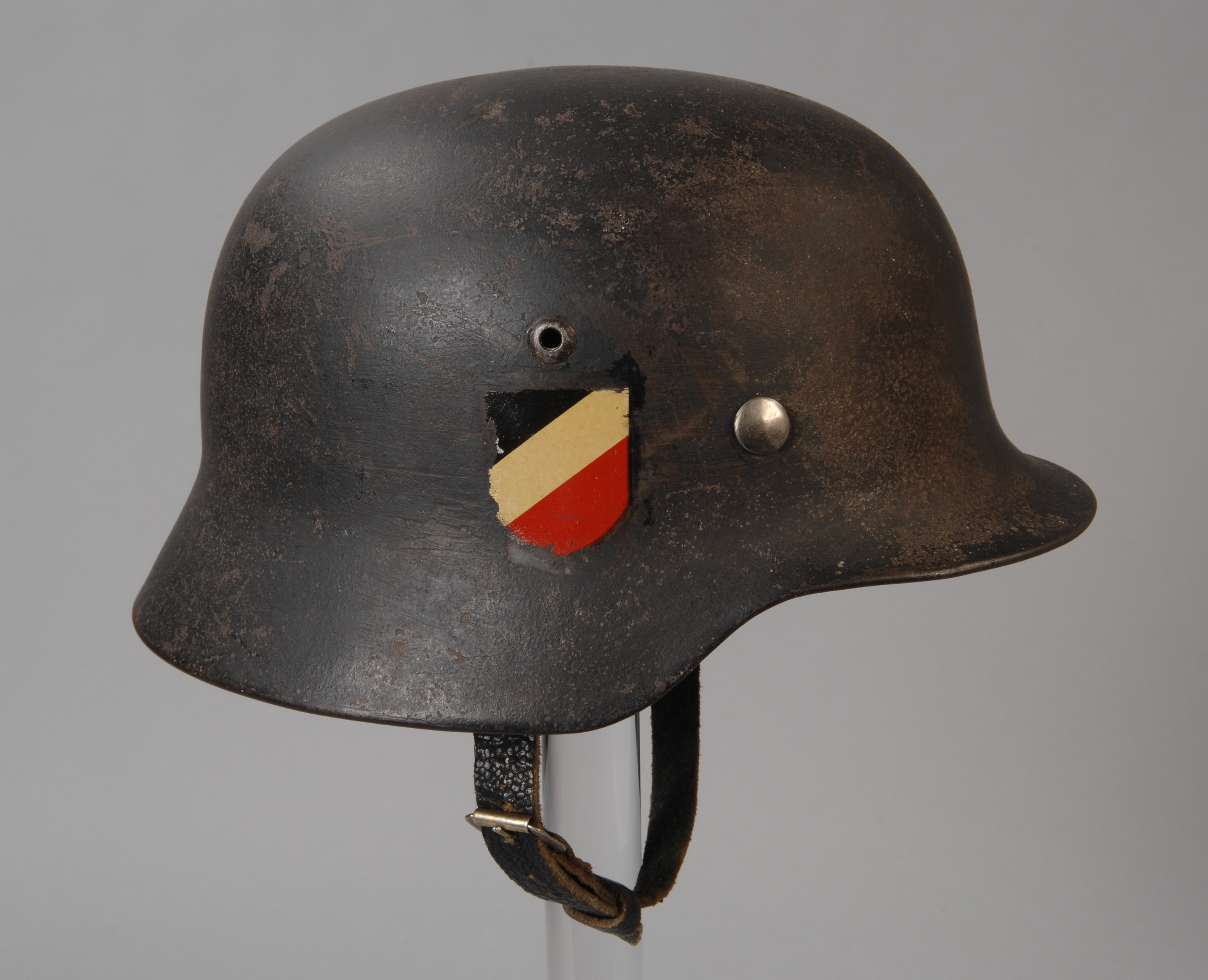
二次大戰的德式M35鋼盔

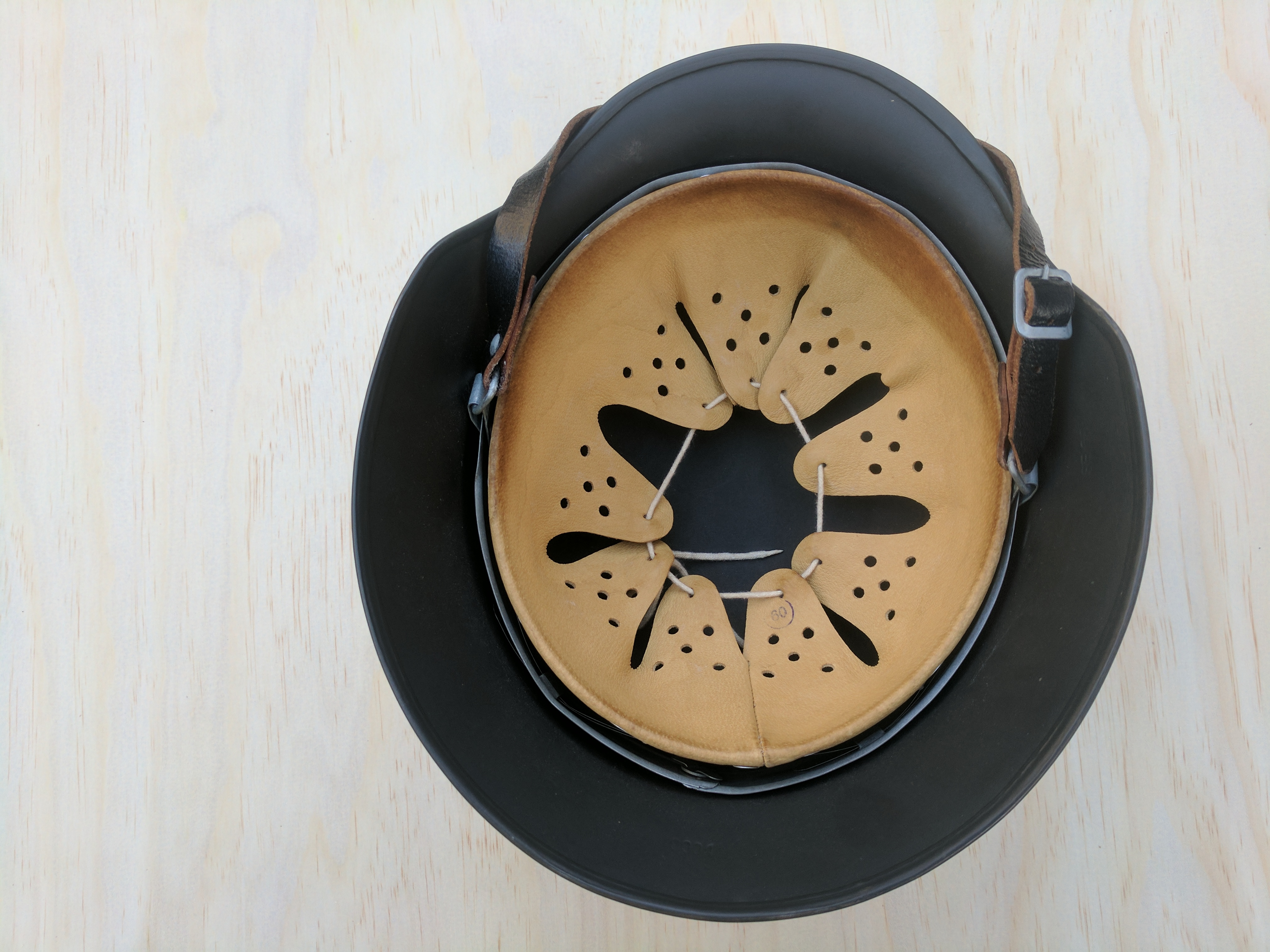
M35、M40和M42型德式钢盔的内胆。

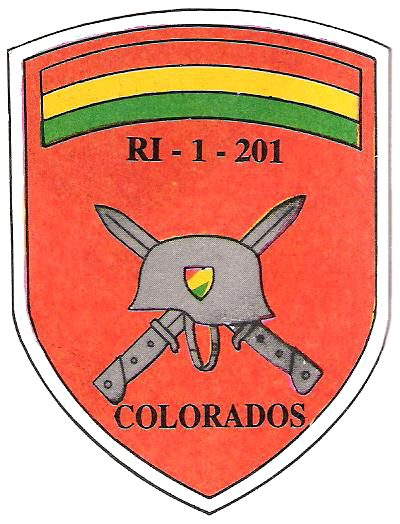
玻利維亞軍隊的"Colorados"軍團佩章，圖案中有一頂德式鋼盔以及兩把交叉的刺刀

德式鋼盔（複數為，即德語的「鋼盔」），德意志帝國軍隊自1916年，第一次世界大戰期間開始用德式鋼盔取代傳統的德式釘盔。德語的Stahlhelm意指一般通稱的鋼盔，以及特別是用於描述獨特的這一種形狀的德式鋼盔。
德式鋼盔擁有特殊的「煤斗」形狀，因此成為明顯可辨的軍事象徵並且對於交戰雙方是一種普遍的軍事政治宣傳，就像早先被取代的德式釘盔一樣。
這個字也是1918年末期-1935年，德國在一戰戰後時所出現的準軍事民族主義組織「钢盔团」的名字。在二戰後，德國聯邦國防軍（英語：Federal Armed Forces）和國家人民軍（Nationale Volksarmee，英語：National People's Army）繼續將他們的標準頭盔稱為“德式鋼盔”（Stahlhelm），但在聯邦國防軍，其設計是基於美國M1鋼盔，而國家人民軍的頭盔M56頭盔則是基於以1942-1943年未使用的德國設計為藍本。

## 背景

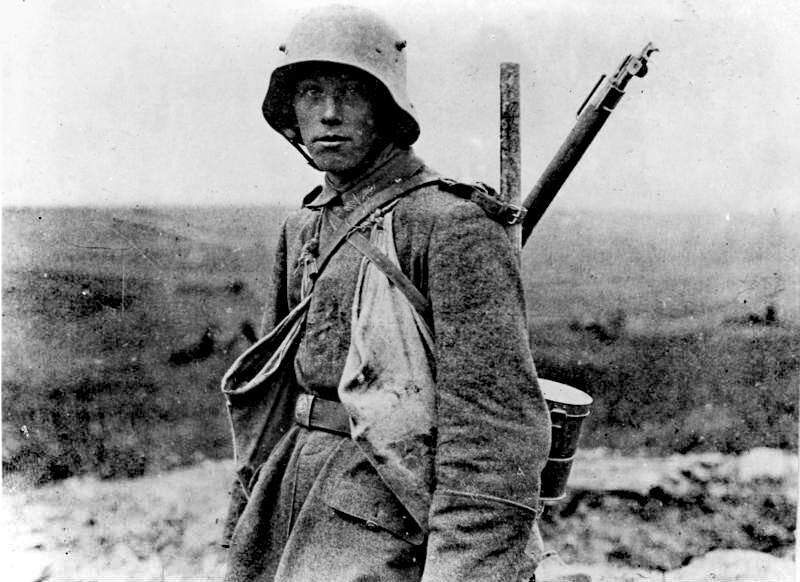
第一次世界大戰西線戰場一名德軍士兵穿戴德式鋼盔

在第一次世界大戰初期，作戰人員除了衣物與皮帽以外並沒有發配到任何頭部保護裝備，大部分設計上是為了防備刀傷。當塹壕戰開打時，交戰雙方因為嚴重頭部傷害所造成的人員傷亡顯著地增加了。（大多是被砲彈彈片所傷而非被子彈直接命中）。法軍是第一個發現有此頭部防護的需求並且在1915年晚期開始發配Adrian helmet給士兵。英軍和英聯邦軍隊也接著發配布洛迪鋼盔(Brodie helmet)給士兵，而布洛迪鋼盔爾後也用於美軍穿戴，德軍也因此開發了Stahlhelm式鋼盔。

## 起源
德式鋼盔是由Technical Institute of Hanover的Friedrich Schwerd博士所設計。在1915年早期，Schwerd博士在受命前往柏林後隨即發表了一篇關於塹壕戰的頭部傷害研究並且建議採用鋼盔。他因此接下設計和製造合適頭盔的任務；大體上是基於15世紀的輕便頭盔「sallet」，可以提供頭部和頸部良好的防護。

## 型號
德式鋼盔不同的型號是由該年分來命名。舉例而言，於1942年採用的「1942型」鋼盔也被稱為「M1942」或「M42」。名稱指的是鋼盔的M19"XX"年分。

## 在其他國家的使用
在中德合作（1911年－1941年）期間，德軍的顧問團協助國民革命軍的訓練及裝備，協助中華民國建成了一支裝備精良訓練有素的精銳之師，通常被稱為德械師，因此德式鋼盔便得到了國軍大部分戰鬥單位的採用，二戰後的中國人民解放軍也有使用擄獲自國軍的M1935鋼盔至80年代。

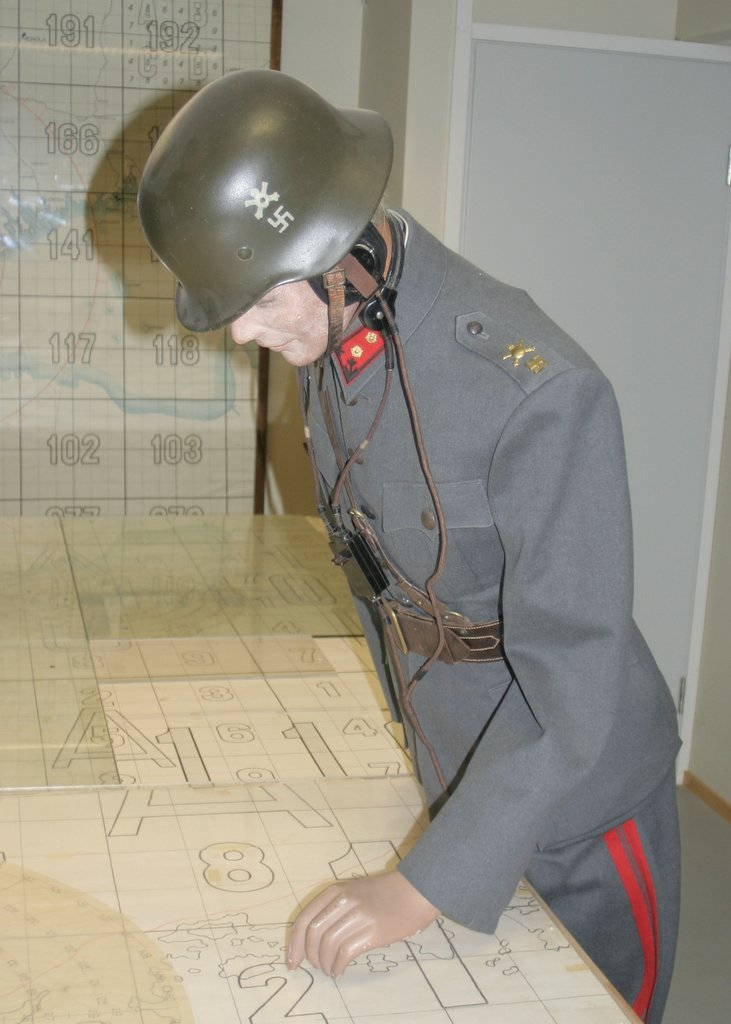
二戰時頭戴德式鋼盔的芬蘭士兵

其他使用國還包括二次大戰時加入德國陣營的芬蘭、與納粹德國友好的中立國西班牙佛朗哥政權和葡萄牙薩拉查政權，前南斯拉夫人民軍也大量使用納粹德軍留下來的武器裝備，當中德式鋼盔被使用至1959年，南美洲的智利也一直有使用德式鋼盔。

## 使用國家

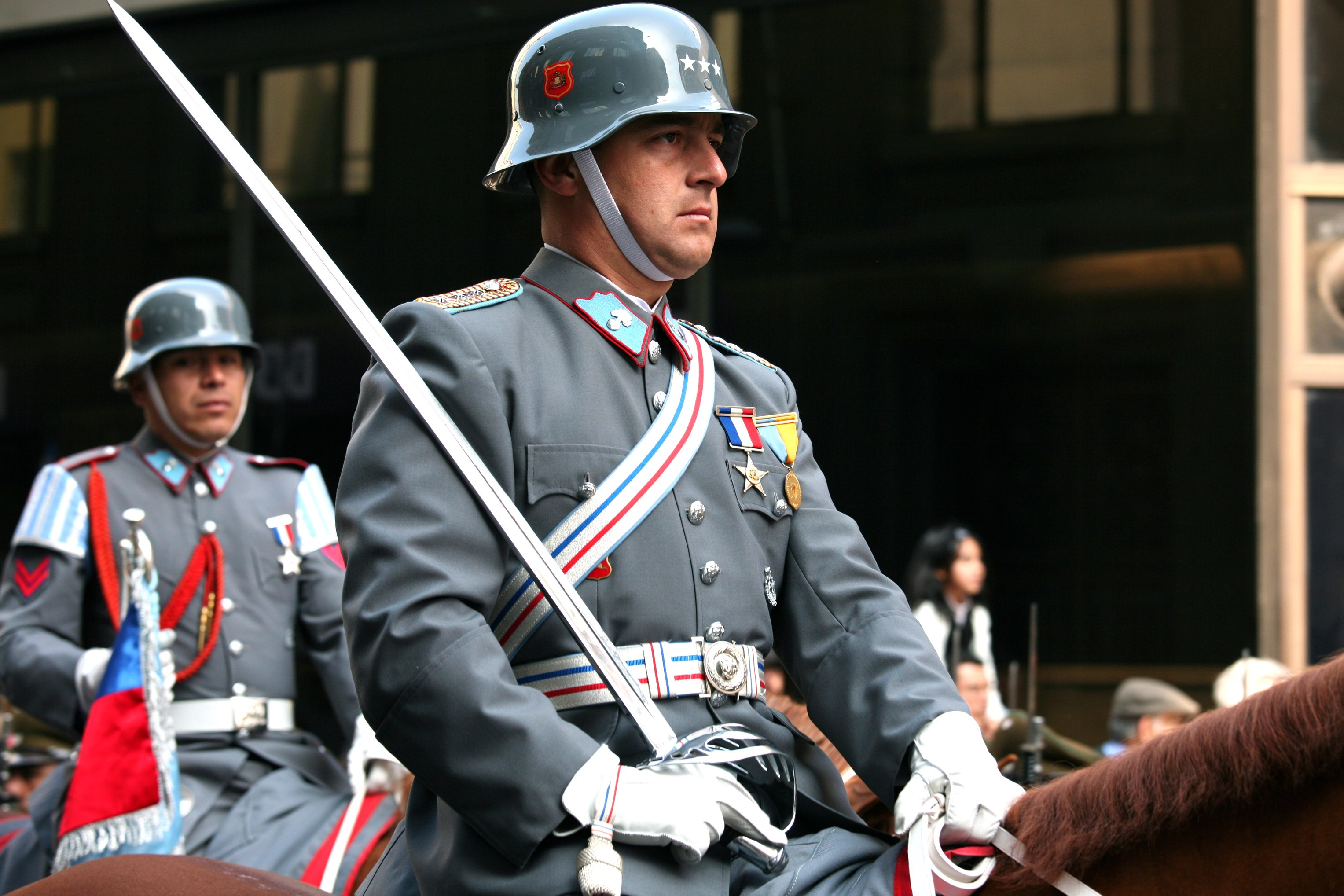
至今仍使用德式鋼盔的智利軍隊

- 奥匈帝国
- 德意志帝國
- 奥斯曼帝国
- 魏瑪共和國
- 德意志国 (M35~M42)
- 东德 (M56)
- 西德
- 愛爾蘭
- 瑞典
- 中華民國
- 中华人民共和国
- 芬兰
- 西班牙
- 南斯拉夫
- 葡萄牙
- 玻利维亚
- 智利

## 外部連結
- A brief history of the German Stahlhelm 1916-1945 （页面存档备份，存于）
- The German Stahlhelm, M1916 （页面存档备份，存于）
- German version of plastic Stahlhelm （页面存档备份，存于）
- Online guide to the Stahlhelm 1933-1945
- A guide to German helmet decals of World War II
- Restoring a German World War II Paratrooper Helmet （页面存档备份，存于）
- Instructions on applying Stahlhelm decals, stencils & acceptance stamps